# 6KH5刺刀
刺刀（又稱：M1983刺刀、AK-74及SVD第3型刺刀；為俄罗斯国防部火箭炮兵装备总局代號）是一款由前苏联（今俄罗斯）卡拉什尼科夫集團（前伊茨瑪希工廠）和伊热夫斯克机械工厂所生產的制式多用途刺刀。

## 歷史
6KH5在1960年代後期與AK-74、AN-94、以至SVD一起採用，並且取代了6KH4刺刀。

## 設計
6KH5基於6KH4刺刀的設計，因此同樣刀片以上開有的夾點通孔，藉以與刀鞘的凸起駐筍結合以後用作切割鐵絲網的鐵絲剪；刀鞘和握柄的設計與形狀都進行了重大改進。
6KH5安裝環的設計可讓其裝在AK、AKM、AK-74突击步枪和SVD狙击步枪（精確射手步槍）的槍口以上一併使用。
6KH5的刀片部分的設計與6KH3刺刀的設計相互吻合：單片式刀刃、兩片式刀尖，而偏刀背的一邊為凹形刀片。
與6KH4刺刀不同在於，為了降低批量生產的成本，刀片部件的設計已經過實質性的修訂。
6KH5的刀背上具有鋸齒，可用以鋸切钢條，刀身以上具有夾點開孔。
6KH5的握柄和刀鞘由玻璃填充的PA6S-211DS聚酰胺所製成，亦由於握柄具有凹槽的改進，因而移除了護腕繩。
6KH5的刀鞘在整體長度以上都覆蓋有聚酰胺，其餘其無改變；仍然是由钢所製成，並且配備了一顆橢圓形的銷釘式絕緣塗層，用於在接觸帶電鐵絲網，或是有刺铁丝网時與刺刀共享保護使用者的效果。

### 應用於步槍上
6KH5刺刀通過橫檔以上的槍口環與步槍的槍口保護器所連接，並且以方形金属刀柄尾部所設有的Ｔ型槽、以及其以下的彈簧閂固定於步槍的刺刀座以上。
AK-74的刺刀座位於導氣箍的底部；而AN-94由於其自動原理的特徵，因而裝設在其槍管右側，這時刀片是在水平狀態，有助於快速將刺刀從敵人身上拔除，並防止刀片卡在肋骨之間。
附帶一提，ASM-DT兩棲突擊步槍則是把該刺刀裝設在其槍管上方。

## 應用
6kh5是目前俄罗斯联邦武装力量的制式刺刀，直到目前仍在生產。 
區分生產商的方法是握柄或護套的顏色，伊热夫斯克生產的是深棕色而卡拉什尼科夫集團則是黑色。 

## 生產
除了蘇聯，昔日的東方集團國家當中，只有保加利亞的工廠生產其彷製型。

## 使用國
- 俄羅斯

### 前使用國
- 保加利亞人民共和國
- 苏联

## 圖集

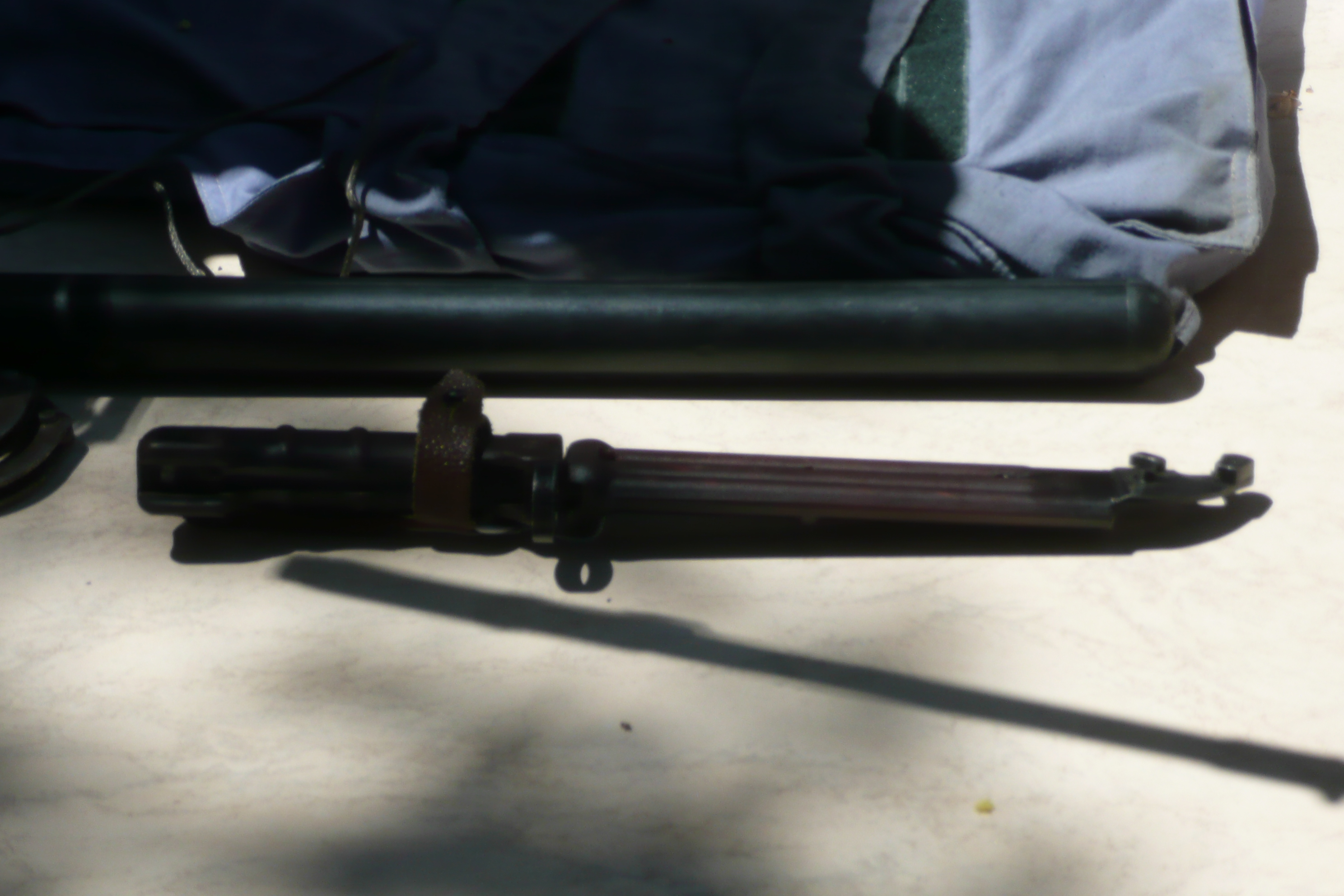
收入刀鞘的6KH5刺刀。
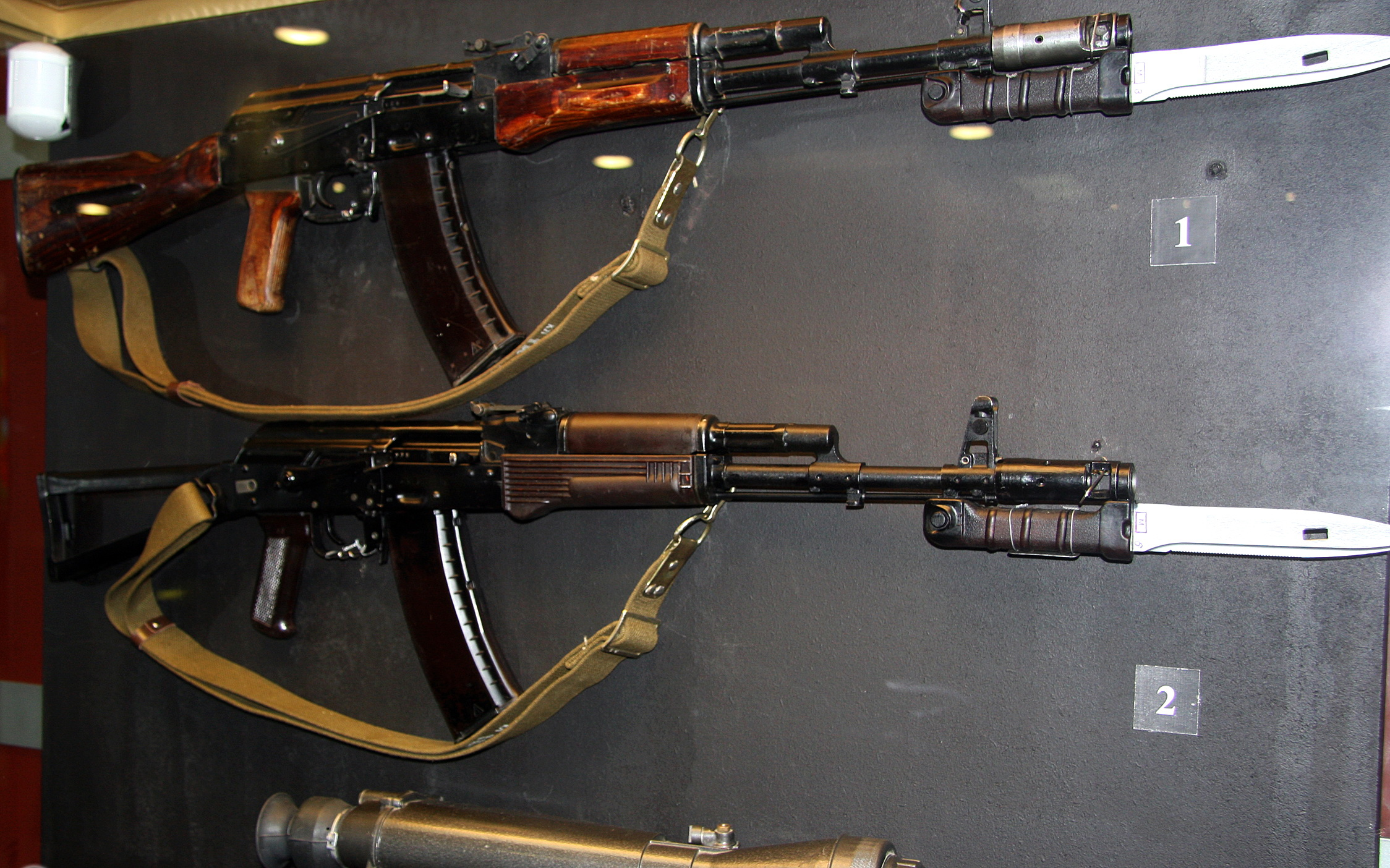
安裝在AK-74（第一型）和AKS-74槍口以上的6KH5刺刀。
裝上6KH5刺刀、GP-25附加型榴彈發射器、光学瞄准镜和水下步槍彈匣的ASM-DT兩棲突擊步槍
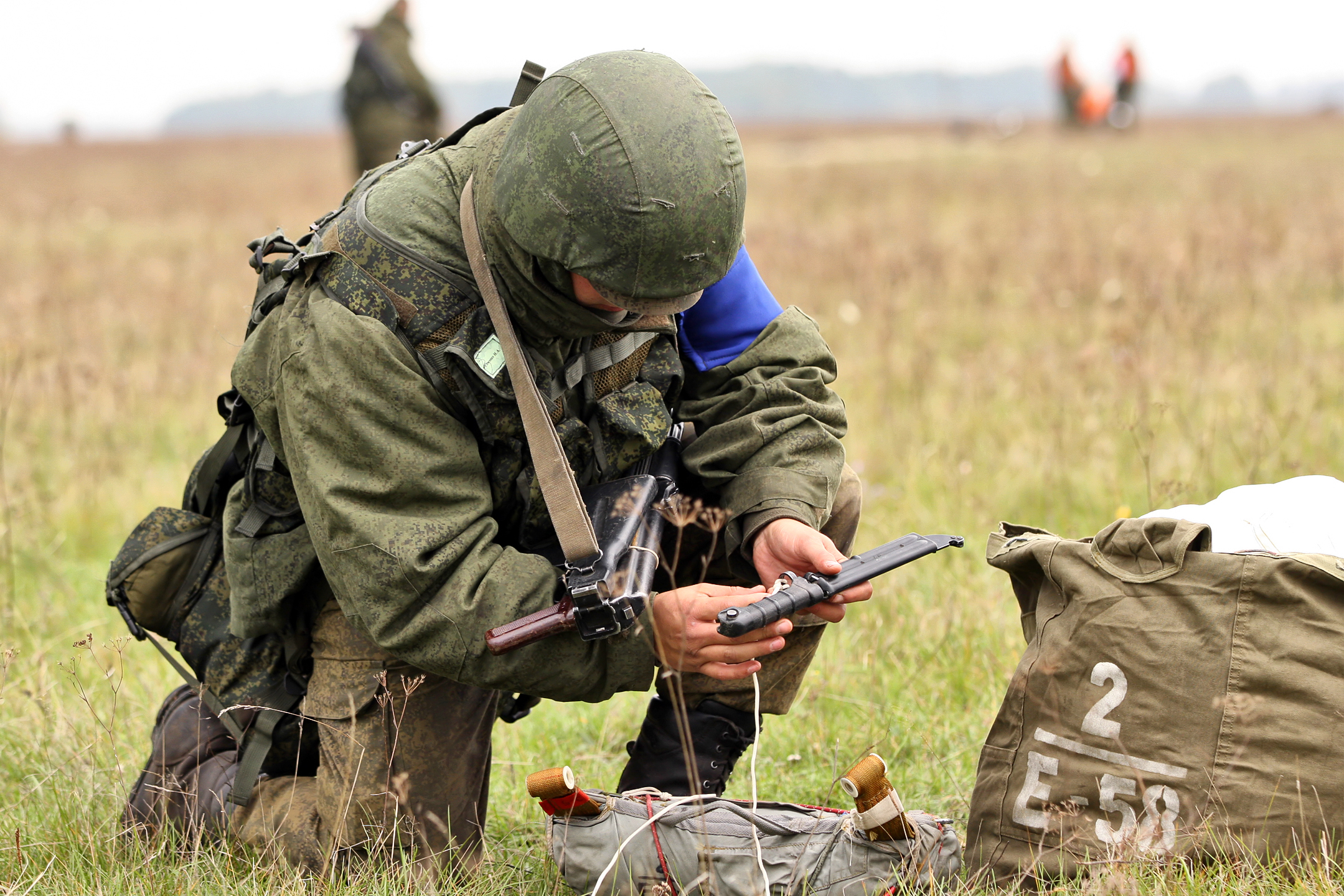
在演習期間，使用6KH5刺刀的第106近卫空降师（英语：106th Guards Airborne Division）士兵。

## 資料來源
1. 1 2 3 4  Кулинский А. Н. Штык-нож обр. 1989 г. к автоматам АК-74 и АН-94 (The p. 1989 knife-bayonet to the AK-74 and AN-94 assault rifle and Nikonov assault rifle) // Русское холодное оружие XVIII-XX вв.. — 5 000. — Санкт-Петербург: «Атлант», 2001. — Т. 2. — С. 208. — 280 с. — ISBN 5-901555-05-8.
2. ↑  .   [2015-09-25]. （原始内容存档于2015-09-27）.
3. 1 2 3 4 5 6  Монетчиков С. «Пуля — дура, штык — молодец» （页面存档备份，存于） // Братишка : Ежемесячный журнал подразделений специального назначения. — М.: ООО «Витязь-Братишка», 2007. — № 12. — С. 42-45.
4. ↑  .   [2015-10-11]. （原始内容存档于2016-03-04）.

## 外部連結
- （英文）—.   [2015-09-25]. （原始内容存档于2015-09-27）.
- （俄文）—.   [2015-09-25]. （原始内容存档于2015-09-27）.
- （简体中文）—D Boy Gun World（槍炮世界）— 卡拉什尼科夫专辑—刺刀（页面存档备份，存于）